# Лілігр
Лілігр (англ. Liliger від англ. lion — «лев» і англ. liger — «лігр») — гібрид між левом — самцем і лігрицею — самкою.

## Походження
Лілігри, як і лігри, не зустрічаються в природі. Перший лілігр народився на початку вересня 2012 року в Новосибірському зоопарку. Батьки — лев Самсон і лігриця Зіта 2004 року народження. Новонароджену самку назвали Кіара, у ранньому віці вона більше схожа на левеня. Оскільки у Зіти не було молока, лілігрицю вигодовувала домашня кішка. У середині травня 2013 року біля Самсона і Зіти народилися ще три маленькі лілігри, всі жіночої статі.
У США, де до видів, які не зустрічаються в природі гібридам ставляться негативно, поселив в одну клітку лева і лігрицю співробітники Новосибірського зоопарку були розкритиковані. Американська асоціація зоопарків і акваріумів вважає подібні експерименти безглуздими, оскільки основна мета діяльності зоопарків, на думку асоціації, полягає не у виведенні гібридів із сумнівною життєздатністю, а в збереженні існуючих у природі видів..

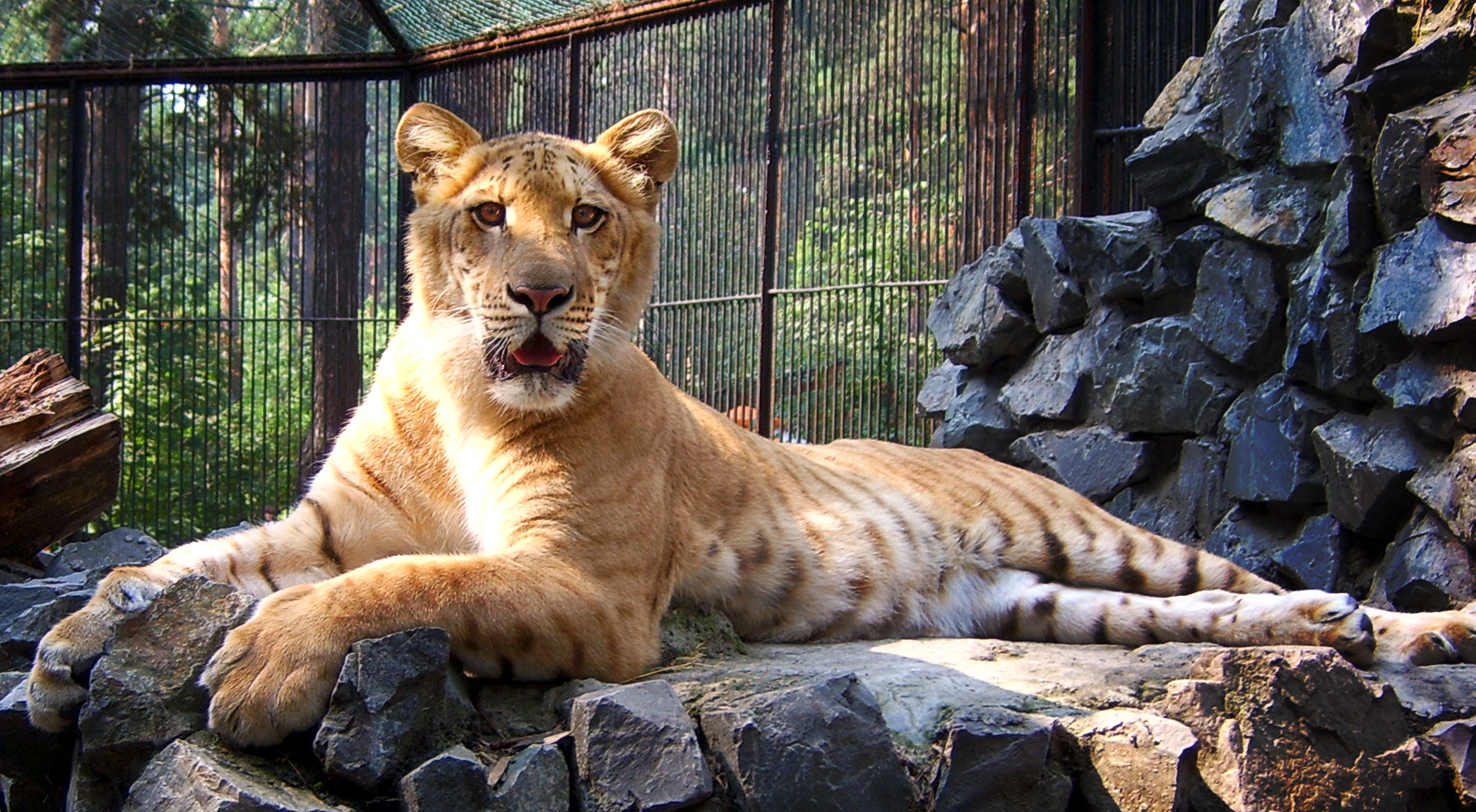
Мати Кіари і інших лілігрів — лігриця Зіта